# HiT Software
| Tipo        | Privada                    |
| Foundada    | 1994                       |
| Casa Matriz | San Jose, CA               |
| Industria   | Software para computadoras |
| Sitio web   | http://www.hitsw.com/      |

A HiT Software é uma empresa desenvolvedora de softwares para integração de dados. Fundada em 1994 e com sua matriz em San José, Califórnia, a HiT Software oferece produtos para a replicação de bases de dados relacionais, transformação XML e conectividade para bases de dados IBM DB2. Contando com uma forte parceria com a IBM, a HiT Software provê produtos de alto desempenho para conectividade, através de drivers DB2. Os produtos de conectividade da Hit Software, permitem acesso à bases de dados DB2, utilizando padrões JDBC, .NET, ODBC e OLE DB.
O DBMoto é um produto da HiT Software utilizado para replicação de dados, através da captura das alterações realizadas entre bases de dados heterogêneas, em tempo real e com total sincronização bidirecional. O Allora é uma ferramenta utilizada para mapeamento de dados, que permite transformar a informação XML em bases de dados, ou vice-versa, sem necessidade de programação. A HiT Software conta com escritórios na Europa, Ásia e América Latina, especificamente na Itália, Hong Kong e Santiago. O suporte técnico é realizado através destes escritórios regionais. O site da empresa se apresenta em Inglês e em versões adequadas em múltiplas linguagens. A HiT Software oferece produtos com versões gratuitas por 30 dias, inclusive com suporte técnico.

## Produtos
DBMoto é um produto para replicação de dados entre bases de dados relacionais heterogêneas, aplicando-se a bases de dados corporativas e entre sistemas distribuídos, tudo através de uma interface gráfica. Dentre as diversas características do DBMoto, destacam-se sua capacidade para migração de dados em tempo real, atualização de bases de dados, sincronização de dados bidirecional, captura de mudanças nos dados, Mirroring e respaldo instantâneo para servidores de produção, data marts, data warehouse e inteligência de negócios. O DBMoto suporta as principais bases de dados do mercado incluindo IBM DB2 para i (iSeries), AS/400, LUW (UDB) e z/VOS (mainframe), Oracle, Microsoft SQL Server, SUN MySQL, Sybase, Informix e muitas outras. As capacidades de replicação de dados do DBMoto incluem a leitura de Log, Mirroring e Synchronization baseado em Triggers. O produto é composto por um motor e uma interface administrativa gráfica. Ambos componentes podem ser instalados no sistema Windows de origem, destino ou com um totalmente separado. A interface gráfica tem o nome de Enterprise Manager, para a administração visual do software e das replicações.
Allora é um produto para transformação de dados de forma bidirecional entre XML e bases de dados, permite mapear qualquer tipo de XML em tempo real. Dentro das características inclui o mapeamento de dados em forma gráfica, conversão e integração de dados com diferentes Schemas XML e com as principais bases de dados. A arquitetura do Allora é modular, permitindo mudanças em APIs, XML schemas e bases de dados.
Conectividad DB2 são conectores que permitem aperfeiçoar a acessibilidade a dados em bases de dados DB2, às principais bases de dados e APIs. Os drivers da HiT Software suportam os protocolos JDBC, .NET, ODBC e OLEDB.

## Principais características dos produtos da HiT Software
• Interface gráfica de usuário para mapeamento de dados, workflow, ferramentas para bases de dados e monitor de transações
• Os produtos podem ser instalados sem ajuda de consultores externos
• Versão gratuita dos produtos por 30 dias com suporte técnico
• Suporta bases de dados heterogêneas, incluindo IBM DB2, Oracle, Microsoft SQL Server e SUN MySQL
• Baseado numa moderna arquitetura .NET e Java
• Os produtos cumprem com padrões estabelecidos, como ODBC e os publicados por W3C, como XML, DTD, XML Schema, WSDL, SOAP